# I Dream of Jesus
I Dream of Jesus (titulado Sueño con Jesucristo en España y Mi bello Jesús en Hispanoamérica) es el segundo episodio de la séptima temporada de la serie Padre de familia emitido el 5 de octubre de 2008 a través de FOX. El capítulo está dirigido por Mike Kim y dirigido por Brian Scully y cuenta con la colaboración de Chris Cox, Ike Barinholtz, Amanda MacDonald, Niecy Nash y Perez Hilton.
Las críticas recibidas por parte de los críticos difieren en cuanto a las tramas: negativas por la representación de Jesucristo y positivas por parte del sencillo Surfin' Bird de The Trashmen y que termina siendo uno de los gags a lo largo del episodio. Según la cuota de pantalla Nielsen, fue el programa más visto de la noche del domingo con 8,4 millones de televidentes. Seth MacFarlane fue nominado a un Premio Emmy al mejor actor de voz y a un Premio Annie. También fue uno de los tres episodios (junto con Road to Germany y Family Gay) en ser nominado a un Emmy a la mejor serie cómica televisiva.
En el episodio, Peter descubre a Jesucristo trabajando en una tienda de discos y le convence de que se muestre al mundo. Momentos antes empieza a molestar a su familia con un disco de The Trashmen por lo que deciden deshacerse del disco de vinilo

## Argumento
Tras acudir la familia a un restaurante ambientado en los años 50 Peter escucha una canción de la que hace tiempo no sabía de ella: Surfin' Bird de The Trashmen. Al ser una pieza de los 60 uno de los camareros se dispone a tirarla a la papelera hasta que este le pide que se la regale. Al llegar a casa no para de reproducirla a todas horas terminando por ser un tormento, tanto para Lois (al descubrir que su marido ha sacado 6.000 dólares del banco para adquirir dos minutos en televisión y explicarles que sueña con un país en el que "todo el mundo sepa que el pájaro es la clave") como para los demás, en especial Brian y Stewie quienes deciden robarle el vinilo.
A la mañana siguiente Peter acusa a todos de la desaparición del CD y empieza a acusar a la familia de tener motivos subrrealistas para "deshacerse de él". A pesar de los intentos de Lois por convencerle de que se habrá extraviado, visita todos los establecimientos musicales en el que todos los dependientes le comentan que un perro y un bebé han comprado todas las copias. En una de ellas reconoce por casualidad a Jesucristo, el cual, sin éxito, trata de convencerle de lo contrario.
En poco tiempo terminan entablando una amistad y decide mostrarse, sin embargo nadie les hace caso hasta que a Peter se le cae un dólar en una fuente y Jesús lo recupera caminando sobre el agua, con esta acción la humanidad descubre la "gran venida" y de la noche a la mañana se vuelve famoso, sin embargo a medida que su fama crece, la amistad con Peter va deteriorándose cuando empieza a ningunearle. A la mañana siguiente, Peter descubre en las noticias que la noche de desenfreno de Jesucristo provoca su detención por escándalo. Tras pedirle a Peter que le pague la fianza, este se da cuenta de que todavía no está preparado para el mundo ni el mundo para él por lo que decide marcharse no sin antes entregarle a Peter un regalo especial como disculpa: el CD de Surfin' Bird para tormento de los Griffin.

## Producción
El episodio fue escrito por Brian Scully siendo su primer trabajo como guionista, y dirigido por Mike Kim quien ya estuviera en el equipo técnico desde la quinta temporada. Peter Shin y James Purdum fueron los encargados de supervisar la dirección. En cuanto a la composición musical estuvo a cargo de Walter Murphy. Aparte del reparto habitual, como artistas invitados prestaron sus voces a sus respectivos personajes: Chris Cox, Ike Barinholtz, Amanda MacDonald, Niecy Nash y el reportero Perez Hilton.

### DVD
El capítulo es uno de los primeros ocho episodios disponibles en la séptima edición en DVD salido a la venta a partir del 16 de junio de 2009. Como contenidos extras cuenta con comentario de audio y escenas eliminadas.